# مرده زمستان
مرده زمستان (انگلیسی: Dead of Winter) فیلمی در ژانر مهیج به کارگردانی آرتور پن است که در سال ۱۹۸۷ منتشر شد.

## خلاصه فیلم
یک بازیگر تازه‌کار برای تست به یک عمارت دورافتاده می‌رود. اما به سرعت متوجه می‌شود که گرفتار یک نقشه باجگیری شده است...